# Merremia truncata
Merremia truncata är en vindeväxtart som beskrevs av Bernard Verdcourt. Merremia truncata ingår i släktet Merremia och familjen vindeväxter. Inga underarter finns listade i Catalogue of Life.